# Casto (general)
Castos fue un general bizantino del siglo VI, general del emperador Mauricio durante las guerras bizantino-ávaras .
Castos era el comandante de las tropas que defendían la parte norte de las fronteras del imperio en Tracia de las incursiones de los ávaros. En una batalla en un lugar desconocido en Aimos, fue derrotado y hecho prisionero, pero fue liberado junto con los otros prisioneros cuando el emperador pagó su rescate. Volvió al ejército y derrotó a los ávaros en la ciudad de Zaldapa en Aimos, haciendo muchos prisioneros.